# Aedia epundoides
Aedia epundoides är en fjärilsart som beskrevs av Walker 1865. Aedia epundoides ingår i släktet Aedia och familjen nattflyn. Inga underarter finns listade i Catalogue of Life.